# Arbre orchidée
Bauhinia monandra
Espèce
L'arbre orchidée, Bauhinia monandra, aussi appelé arbre de Judée à l'instar d'autres espèces, est une espèce de plantes à fleurs dicotylédones de la famille des Fabaceae, sous-famille des Caesalpinioideae, originaire de Madagascar et désormais répandue dans les tropiques. Ce sont de petits arbres ou arbustes aux fleurs voyantes, fréquemment cultivés dans les parcs et jardins ou dans les rues comme arbres d'alignement.

## Description

### Aspect général
L'arbre peut mesurer jusqu'à 15 mètres.

### Feuilles
Les feuilles se caractérisent par une base cordée et un sommet profondément émarginé, qui forment une structure en deux lobes.

### Fleurs
Les fleurs sont roses ou blanches. Elles sont composées de 5 pétales, dont un plus développé et coloré que les autres. Les fleurs sont mellifères.

### Fruits
Les fruits sont des gousses brunes contenant des graines dans une pulpe farineuse brune. Ils s'ouvrent brusquement à maturité, projetant ainsi leurs graines.

## Distribution et habitat
Bauhinia monandra est vraisemblablement originaire de Madagascar (Nord et Ouest). L'espèce, souvent considérée dans le passé comme provenant d'Asie du Sud-Est ou d'Amérique du Sud, a été décrite par Kurz d'après un spécimen collecté par Brandis en Birmanie. Largement cultivée comme plante ornementale, elle a été introduite dans la plupart des régions tropicales et s'est naturalisée en Afrique, Asie, Australie, Amérique du Nord et Sud, Amérique centrale et  Antilles, ainsi que dans les îles de l'océan Pacifique.
Bauhinia monandra s'adapte à des milieux très variés. On l'a signalé notamment dans des forêts perturbées, le long des routes, dans des fourrés naturels et sur les rives de cours d'eau dans des forêts côtières, calcaires et sèches. L'espèce peut aussi croître dans des sites plus secs et sur des sols relativement pauvres, en particulier en Australie. On l'a également observée à la lisière des forêts et des prairies. Comme d'autres espèces de Bauhinia, cette plante préfère les sols acides, et n'est pas spécialement tolérante au sel. Elle peut tolérer un léger ombrage et résiste bien à la sécheresse.

### Caractère envahissant
L'espèce a été introduite en Nouvelle-Calédonie en 1903 pour son potentiel ornemental et présente dans l'archipel un risque d'invasion modéré. On la retrouve surtout sur la côte est.

## Culture
L'arbre apprécie les sols acides (des feuilles jaunes dues à la chlorose apparaissent en sol calcaire) et supporte bien la sécheresse après les 3 premières années. On le plantera de préférence en plein soleil même s'il peut supporter la mi-ombre.
Il a tendance à pousser sur des troncs multiples qui se courbent en grandissant. Une taille régulière est nécessaire pour lui donner une structure plus forte et un port plus érigé et harmonieux.

## Symbolique
La fleur de cette espèce, ainsi que celle de l'espèce proche Bauhinia blakeana, est l'emblème végétal officiel de Hong Kong depuis 1977.